# مجموعة حداد
مجموعة حداد شركة مساهمة، خاصة مقاولاتية جزائرية متخصصة في أشغال البناء، البنى التحتية، السكك الحديدية، الطرق، وهندسة مدنية.

## التاريخ
تأسست «مجموعة حداد» خلال العام 1987م كشركة عائلية متخصصة في مهنة البناء والبنية التحتية في مدينة أزفون التابعة لولاية تيزي وزو.
انطلق نشاط هذه المقاولة الصناعية عبر إدارة المشاريع العديدة في ولاية تيزي وزو بعد الحصول على عقود التشييد.
في عام 1993، حصلت الشركة على أول مشروع في قطاع الأشغال العمومية لتعبيد جزء من الطريق الوطني في منطقة تيزي وزو مقابل 93 مليون دينار، أو 930 ألف يورو.
خلال العام 1995م، تحولت هذه الشركة العائلية إلى شركة مساهمة.
في عام 1998، انضم إلى الشركة الوطنية للأشغال البحرية (سوناطرام) لبدء ترميم ميناء أزفون، ثم أصبحت الشركة مجموعة تجمع بين العديد من أعمال البناء.
في عام 2002، أصبحت الشركة أكبر شركة أشغال عمومية خاصة في الجزائر. شاركت المجموعة في مشروع الصرف الصحي في مدينة عزازقة، واستثمرت في بناء مصنعين للأنابيب الخرسانية سابقة الإجهاد، وبنت مقطعًا بطول 73 كم من الطريق السيار شرق-غرب، و 65 كم من الطريق الدائري الجنوبي في الجزائر العاصمة. شاركت المجموعة في المشاريع الكبرى لتطوير قنوات المء الشروب في الجزائر وفي العديد من أشغال السكك الحديدية. بدأت المجموعة في إنشاء مصنع أسمنت بطاقة مليون طن في السنة، بالإضافة إلى مصفاة الأسفلت.
في العام 2004م، بلغ رأس مال هذه المجموعة يُقدر بمبلغ 13 000 000 000 دينار جزائري (130 000 000 أورو).
في عامي 2010 و 2011، بالشراكة مع المقاولة الإسبانية أف سي سي (FCC)، فازت المجموعة بعقود خط السكة الحديد الجديد بين تلمسان والعقيد عباس في الجزائر (66 كم و 34 جسرًا و 9 أنفاق) وخط أحادي الاتجاه غيليزان-تيارت-تيسيمسيلت (185 كم).
انشأ صحيفة «وقت الجزائر» باللغتين العربية والفرنسية، وقناتين تلفزيونيتين «دزاير تي في» و«دزاير نيوز». وهو نادي اتحاد العاصمة. وهو مسوق شركة تويوتا الجزائر.
صارت هذه المجموعة الراعي الرسمي لفريق اتحاد الجزائر منذ العام 2010م.

## رأس المال
| رقم | العام | رأس المال (دينار جزائري) | رأس المال (أورو) |
| --- | ----- | ------------------------ | ---------------- |
| 01  | 2004م | 13 مليار دينار جزائري    | 130 مليون أورو   |
| 02  | 2007م | 19 مليار دينار جزائري    | 190 مليون أورو   |
| 03  | 2008م | 31 مليار دينار جزائري    | 310 مليون أورو   |
| 04  | 2009م | 38 مليار دينار جزائري    | 380 مليون أورو   |
| 05  | 2010م | 70 مليار دينار جزائري    | 700 مليون أورو   |

## الإيرادات
| رقم | العام | الإيرادات (دينار جزائري) | الإيرادات (أورو) |
| --- | ----- | ------------------------ | ---------------- |
| 01  | 2005م | 5 مليار دينار جزائري     | 50 مليون أورو    |
| 02  | 2006م | 10 مليار دينار جزائري    | 100 مليون أورو   |
| 03  | 2007م | 12 مليار دينار جزائري    | 120 مليون أورو   |
| 04  | 2009م | 26 مليار دينار جزائري    | 260 مليون أورو   |
| 05  | 2014م | 50 مليار دينار جزائري    | 500 مليون أورو   |

## الموظفون
| رقم | العام | الموظفون    |
| --- | ----- | ----------- |
| 01  | 2009م | 8 000 موظف  |
| 02  | 2014م | 10 000 موظف |

## المشاريع

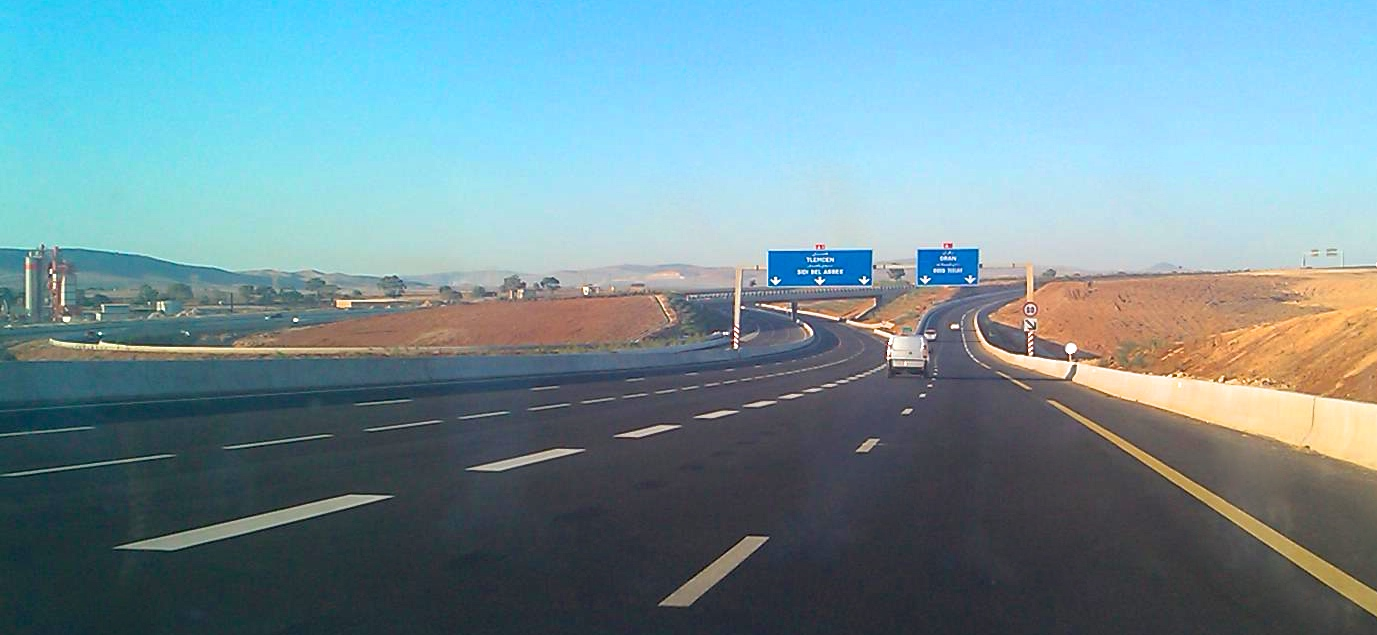
الطريق السيار شرق-غرب
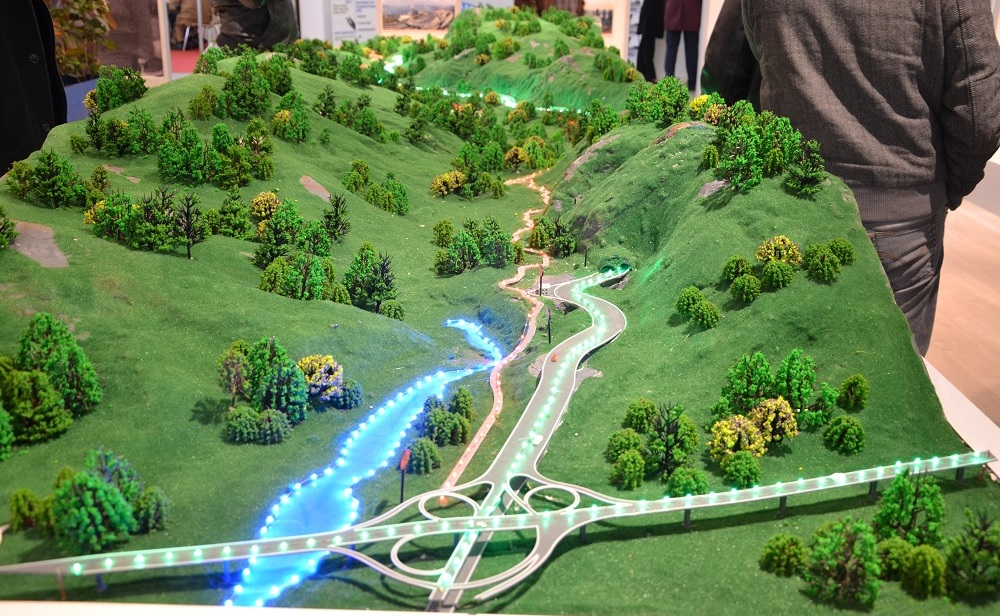
الطريق السيار شمال-جنوب
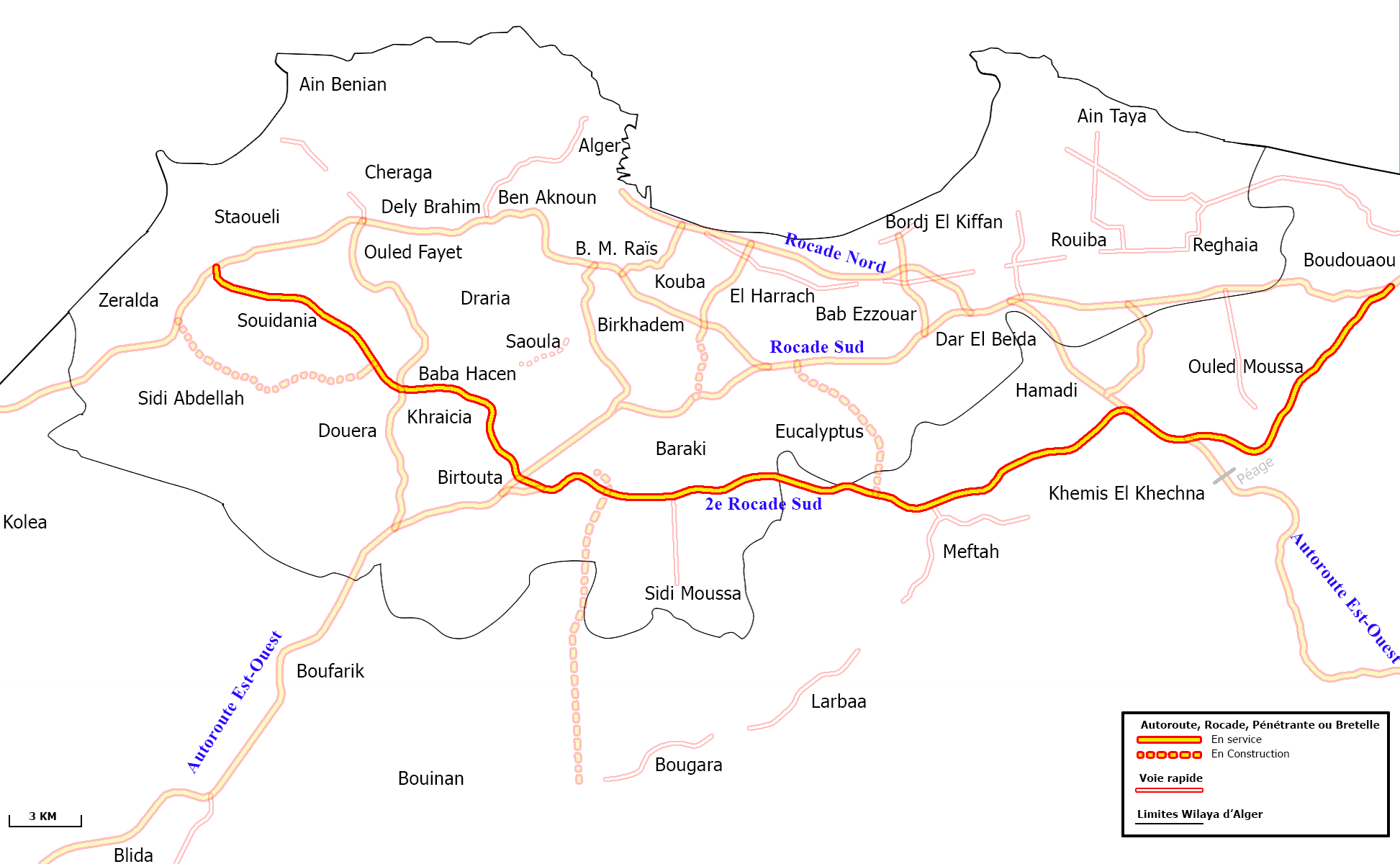
الطريق التحويلية الجنوبية الثانية في الجزائر العاصمة
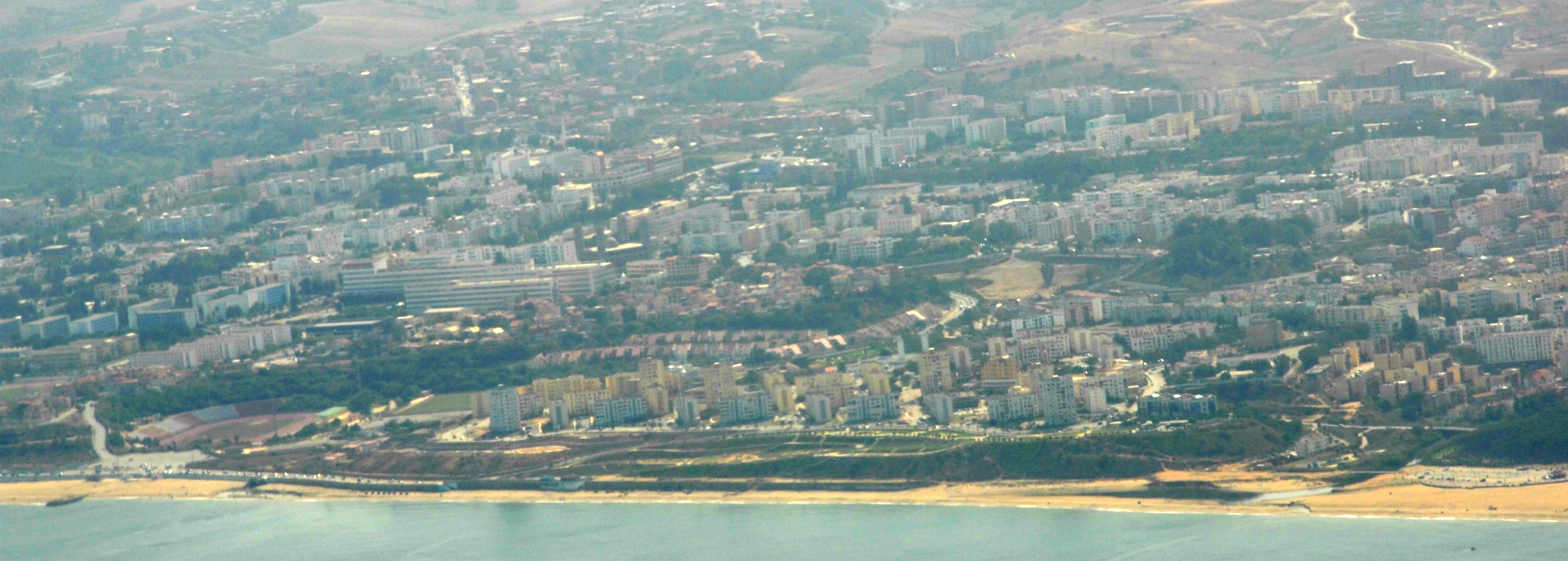
الطريق الوطني رقم 24
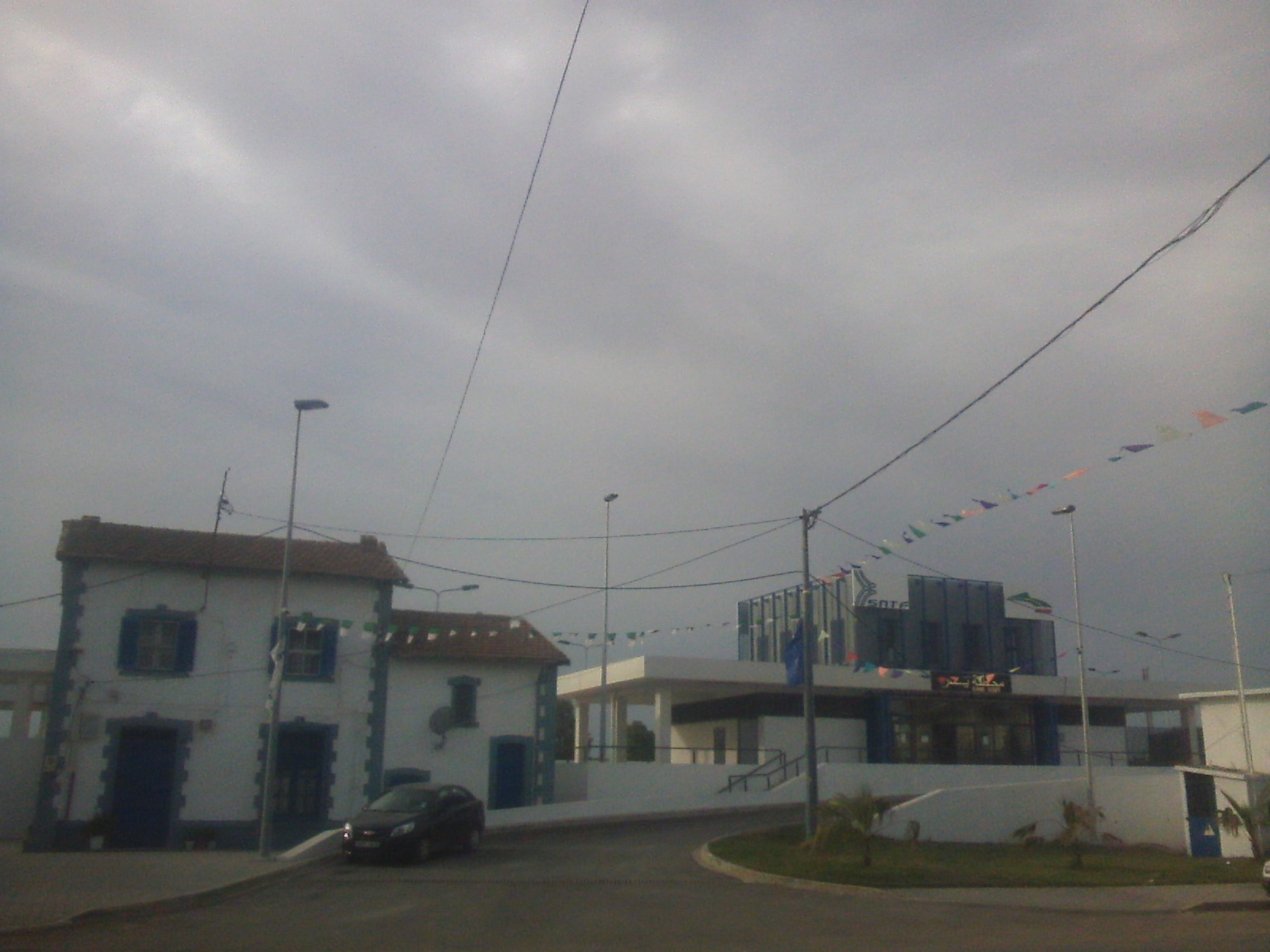
محطة قطار يسر
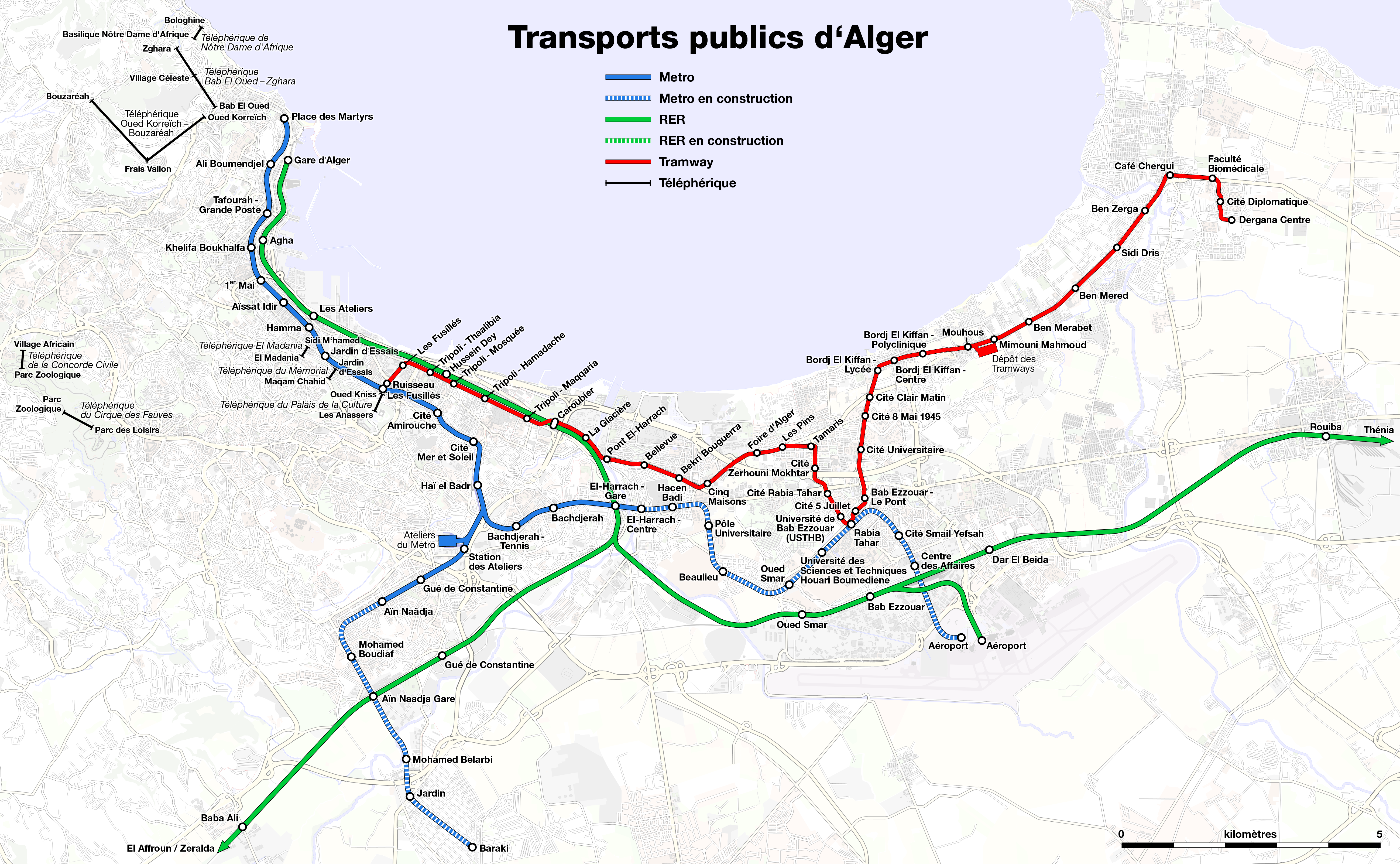
ترامواي الجزائر العاصمة
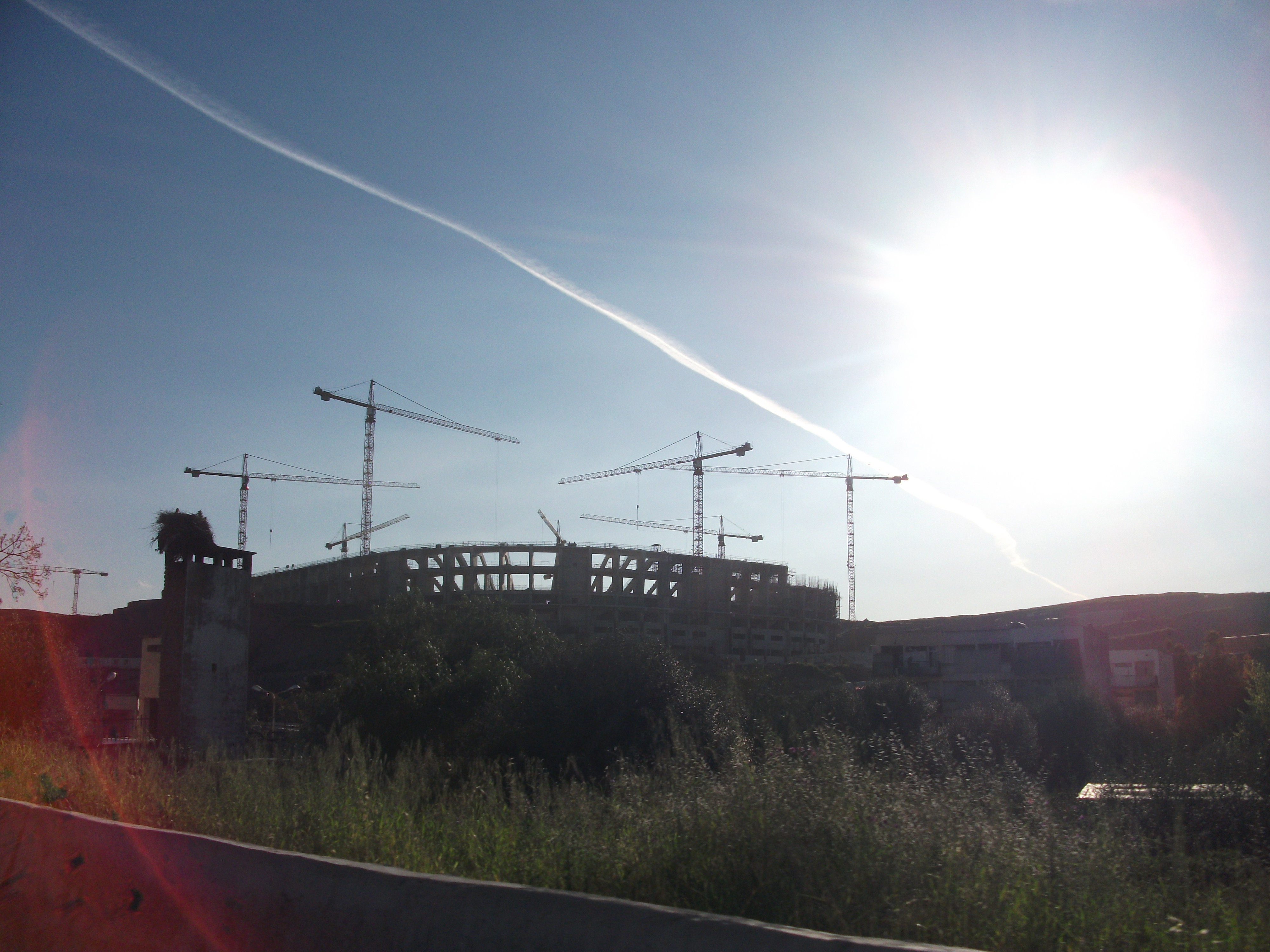
ملعب عبد القادر خالف
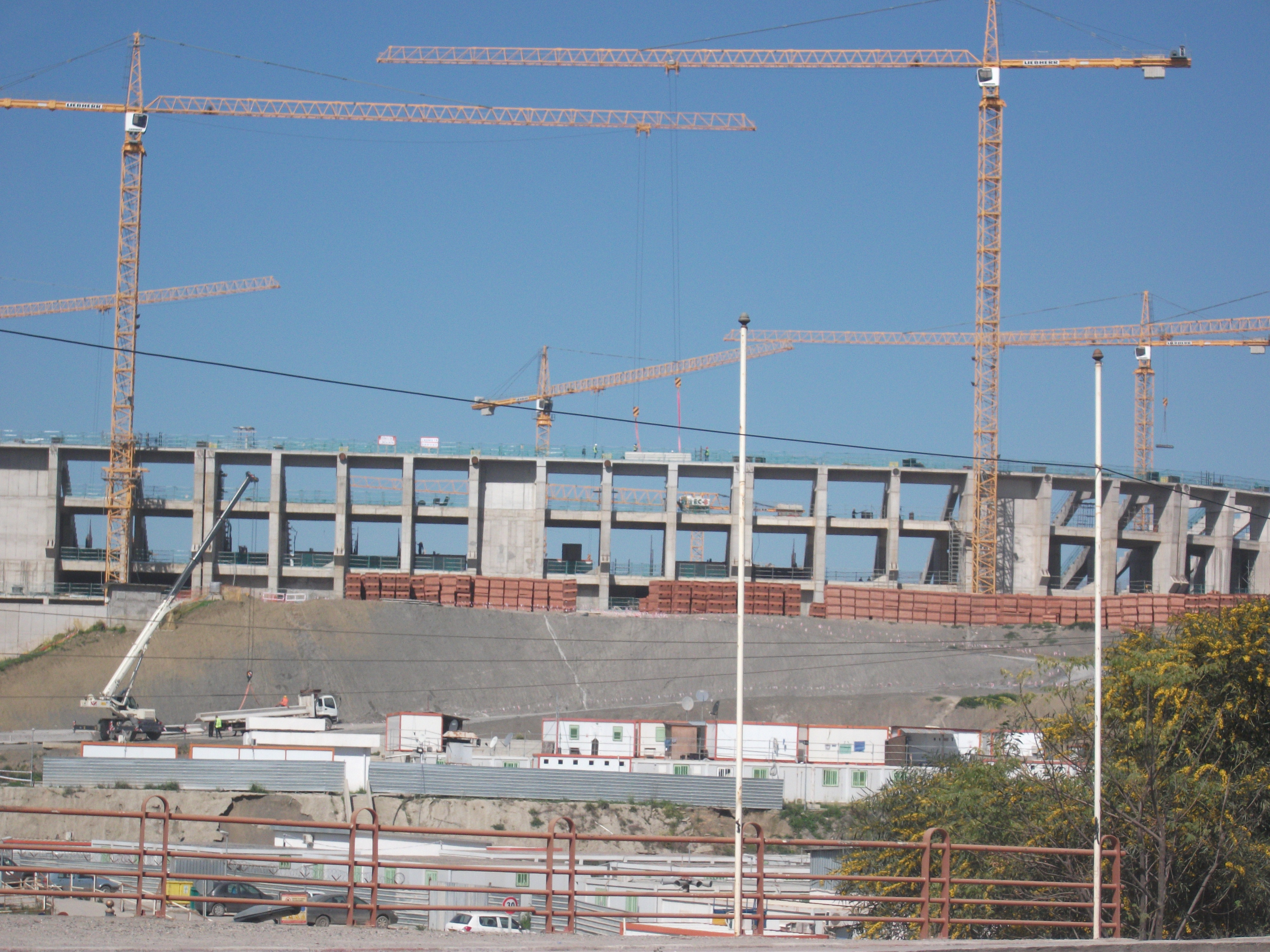
ملعب عبد القادر خالف

### مواضيع ذات صلة
- علي حداد
- اقتصاد الجزائر
- قائمة شركات جزائرية
- مشاريع كبرى في الجزائر

### فيديوهات
- مشاريع مجموعة حداد على يوتيوب
- مصانع منجزة من طرف مجموعة حداد على يوتيوب
- ملعب عبد القادر خالف من إنجاز مجموعة حداد على يوتيوب
- الشراكة الدولية مع  مجموعة حداد على يوتيوب

### وصلات خارجية
- الموقع الرسمي لمجموعة حداد